# Równanie fali elektromagnetycznej
Równanie fali elektromagnetycznej – równanie różniczkowe cząstkowe drugiego rzędu opisujące rozchodzenie się fali elektromagnetycznej w ośrodku lub próżni. Równanie wyrażone z użyciem pola elektrycznego E lub pola magnetycznego B ma postać jednorodną:
{\displaystyle \left(\nabla ^{2}-{\frac {1}{{c_{m}}^{2}}}\;{\frac {\partial ^{2}}{\partial t^{2}}}\right)\mathbf {E} =0,}
{\displaystyle \left(\nabla ^{2}-{\frac {1}{{c_{m}}^{2}}}\;{\frac {\partial ^{2}}{\partial t^{2}}}\right)\mathbf {B} =0,}
gdzie cm to prędkość światła w ośrodku materialnym. Dla próżni cm = c = 299 792 458 m/s.
Równanie fali elektromagnetycznej wyprowadza się z równań Maxwella.

## Prędkość propagacji

### W próżni
Jeżeli fala rozchodzi się w próżni, to
{\displaystyle c_{m}=c={\frac {1}{\sqrt {\mu _{0}\varepsilon _{0}}}}=2{,}99792458\cdot 10^{8}{\frac {\text{m}}{\text{s}}}}
oznacza prędkość światła w próżni – stałą fizyczną, która definiuje metr, podstawową jednostkę długości w układzie SI. Przenikalność magnetyczna {\displaystyle \mu _{0}} i przenikalność elektryczna próżni {\displaystyle \varepsilon _{0}} to ważne stałe fizyczne odgrywające ważną rolę w teorii elektromagnetyzmu. Ich wartości (w jednostkach układu SI) podano w tabeli poniżej:
| Stała                            | Nazwa                            | Wartość liczbowa                                    | Jednostka (układ SI) | Rodzaj                                                          |
| -------------------------------- | -------------------------------- | --------------------------------------------------- | -------------------- | --------------------------------------------------------------- |
| {\displaystyle c}                | prędkość światła w próżni        | {\displaystyle 299\ 792\ 458}                       | metrów na sekundę    | zdefiniowana                                                    |
| {\displaystyle \varepsilon _{0}} | przenikalność elektryczna próżni | {\displaystyle 8{,}854\ 187\ 817...\times 10^{-12}} | faradów na metr      | wyprowadzona; {\displaystyle {\tfrac {1}{\mu _{0}{c_{0}}^{2}}}} |
| {\displaystyle \mu _{0}}         | przenikalność magnetyczna próżni | {\displaystyle 4\pi \times 10^{-7}}                 | henrów na metr       | zdefiniowana                                                    |
| {\displaystyle \mathbb {Z} _{0}} | impedancja falowa próżni         | {\displaystyle 376{,}730\ 313\ 461...}              | omy                  | wyprowadzona; {\displaystyle \mu _{0}c_{0}}                     |

### W ośrodku materialnym
Prędkość światła w liniowym, izotropowym niedyspersyjnym ośrodku materialnym wynosi
{\displaystyle c_{m}={\frac {c}{n}}={\frac {1}{\sqrt {\mu \varepsilon }}},}
gdzie
{\displaystyle n={\sqrt {\frac {\mu \varepsilon }{\mu _{0}\varepsilon _{0}}}}}
jest współczynnikiem załamania ośrodka, {\displaystyle \mu } jest przenikalnością magnetyczna ośrodka, a {\displaystyle \varepsilon } przenikalnością elektryczną ośrodka.

## Pochodzenie równania fali elektromagnetycznej

### Zasada zachowania ładunku
Zasada zachowania ładunku wymaga, aby tempo zmiany całkowitego ładunku zamkniętego w objętości V było równe sumie algebraicznej prądów płynących przez powierzchnię S otaczającą tę objętość:
{\displaystyle \oint \limits _{S}\mathbf {j} \cdot d\mathbf {A} =-{\frac {d}{dt}}\int \limits _{V}\rho \cdot dV,}
gdzie j to gęstość prądu (w amperach na metr kwadratowy) płynącego przez powierzchnie, a ρ – gęstość ładunku elektrycznego (w kulombach na metr sześcienny) w każdym punkcie objętości V.
Korzystając z twierdzenia Ostrogradskiego-Gaussa, wyrażenie to można przekształcić z postaci całkowej na postać różniczkową:
{\displaystyle \nabla \cdot \mathbf {j} =-{\frac {\partial \rho }{\partial t}}.}

### Prawo Ampère’a przed poprawką Maxwella
W swojej oryginalnej postaci prawo Ampera wiąże pole magnetyczne B z gęstością objętościową prądu j:
{\displaystyle \oint \limits _{C}\mathbf {B} \cdot d\mathbf {l} =\iint \limits _{S}\mu \mathbf {j} \cdot d\mathbf {A} ,}
gdzie S to otwarta powierzchnia rozpięta na krzywej C. Postać całkową można zamienić na postać różniczkową, korzystając z twierdzenia Stokesa:
{\displaystyle \nabla \times \mathbf {B} =\mu _{0}\mathbf {j} .}

### Niespójność prawa Ampera i zasady zachowania ładunku
Stosując dywergencje po obu stronach prawa Ampera, otrzymujemy:
{\displaystyle \nabla \cdot (\nabla \times \mathbf {B} )=\nabla \cdot \mu _{0}\mathbf {j} .}
Dywergencja z rotacji dowolnego pola wektorowego (tym samym pola magnetycznego B) zawsze jest równa zero:
{\displaystyle \nabla \cdot (\nabla \times \mathbf {B} )=0.}
Łącząc te dwa równania, otrzymujemy
{\displaystyle \nabla \cdot \mu _{0}\mathbf {j} =0.}
Ponieważ {\displaystyle \mu _{0}} to niezerowa stała, możemy stwierdzić
{\displaystyle \nabla \cdot \mathbf {j} =0.}
Co jest sprzeczne z zasada zachowania ładunku, która mówi, że
{\displaystyle \nabla \cdot \mathbf {j} =-{\frac {\partial \rho }{\partial t}}.}
Dlatego, tak jak w przypadku prawa Kirchhoffa, prawo Ampera obowiązuje tylko wówczas, gdy gęstość ładunku jest stała, co wyklucza sytuację, która ma miejsce podczas ładowania i rozładowywania kondensatora.

### Poprawka Maxwella do prawa Ampera
Prawo Gaussa w postaci całkowej można zapisać równaniem
{\displaystyle \oint \limits _{S}\mathbf {E} \cdot d\mathbf {A} ={\frac {1}{\varepsilon _{0}}}\int \limits _{V}\rho \cdot dV,}
gdzie S to zamknięta powierzchnia obejmująca objętość V. Postać całkową możemy zamienić na postać różniczkową, korzystając z twierdzenia Ostrogradskiego-Gaussa:
{\displaystyle \nabla \cdot \varepsilon _{0}\mathbf {E} =\rho .}
Różniczkując obie strony po czasie i zmieniając kolejność różniczkowania po lewej stronie równania, otrzymujemy:
{\displaystyle \nabla \cdot \varepsilon _{0}{\frac {\partial \mathbf {E} }{\partial t}}={\frac {\partial \rho }{\partial t}}.}
To prowadzi do wniosku, że oprócz gęstości prądu j źródłem pola magnetycznego jest też tzw. prąd przesunięcia:
{\displaystyle {\frac {\partial \mathbf {D} }{\partial t}}=\varepsilon _{0}{\frac {\partial \mathbf {E} }{\partial t}}.}
Tak więc prawo Ampera w postaci uogólnionej wyraża równanie
{\displaystyle \nabla \times \mathbf {B} =\mu _{0}\mathbf {j} +\mu _{0}\varepsilon _{0}{\frac {\partial \mathbf {E} }{\partial t}}.}

### Hipoteza Maxwella o świetle jako fali elektromagnetycznej

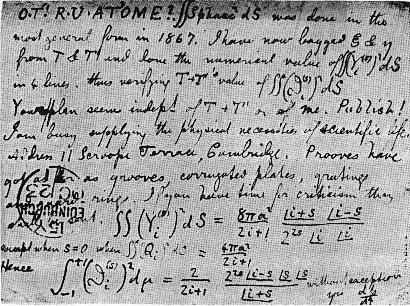
Pocztówka od Maxwell do Petera Taita

W swojej pracy z roku 1864 zatytułowanej Dynamiczna teoria pola elektromagnetycznego Maxwell wykorzystał swoją poprawkę do prawa Ampera, którą opublikował w trzeciej części pracy z 1861 roku pt. O fizycznych liniach sił. W części czwartej zatytułowanej Elektromagnetyczna teoria światła Maxwell powiązał prąd przesunięcia z innymi równaniami elektromagnetyzmu i otrzymał równanie fali o prędkości równej prędkości światła. Komentując to:
Zgodność wyników pozwala stwierdzić, że światło i magnetyzm są manifestacją tegoż samego zjawiska, tak więc światło zgodnie z prawami elektromagnetyzmu jest elektromagnetycznym zaburzeniem rozchodzącym się w polu.
Maxwellowskie wyprowadzenie równania fali elektromagnetycznej we współczesnej fizyce zastąpione zostało bardziej przystępną metodą, korzystającą z poprawionego prawa Ampera i prawa Faradaya.
Aby otrzymać równanie fali elektromagnetycznej współczesną metodą, korzystamy z postaci równań Maxwella opracowanych przez Heaviside’a. Dla próżni równania te przybierają postać:
{\displaystyle \nabla \cdot \mathbf {E} =0,}
{\displaystyle \nabla \times \mathbf {E} =-{\frac {\partial \mathbf {B} }{\partial t}},}
{\displaystyle \nabla \cdot \mathbf {B} =0,}
{\displaystyle \nabla \times \mathbf {B} =\mu _{0}\varepsilon _{0}{\frac {\partial \mathbf {E} }{\partial t}}.}
Działając operatorem rotacji na obie strony równań zawierających operator rotacji, otrzymujemy:
{\displaystyle \nabla \times \nabla \times \mathbf {E} =-{\frac {\partial }{\partial t}}\nabla \times \mathbf {B} =-\mu _{0}\varepsilon _{0}{\frac {\partial ^{2}\mathbf {E} }{\partial t^{2}}},}
{\displaystyle \nabla \times \nabla \times \mathbf {B} =\mu _{0}\varepsilon _{0}{\frac {\partial }{\partial t}}\nabla \times \mathbf {E} =-\mu _{o}\varepsilon _{o}{\frac {\partial ^{2}\mathbf {B} }{\partial t^{2}}}.}
Korzystając z tożsamości wektorowej
{\displaystyle \nabla \times \left(\nabla \times \mathbf {V} \right)=\nabla \left(\nabla \cdot \mathbf {V} \right)-\nabla ^{2}\mathbf {V} ,}
gdzie {\displaystyle \mathbf {V} } to dowolna funkcja wektorowa przestrzeni, otrzymujemy równania falowe:
{\displaystyle {\frac {\partial ^{2}\mathbf {E} }{\partial t^{2}}}-{c}^{2}\cdot \nabla ^{2}\mathbf {E} =0,}
{\displaystyle {\frac {\partial ^{2}\mathbf {B} }{\partial t^{2}}}-{c}^{2}\cdot \nabla ^{2}\mathbf {B} =0,}
gdzie
{\displaystyle c={\frac {1}{\sqrt {\mu _{0}\varepsilon _{0}}}}=2{,}99792458\cdot 10^{8}{\frac {\text{m}}{\text{s}}}}
to prędkość światła w próżni.